# Chatroulette.com
Chatroulette (от англ. roulette — «рулетка») — сайт, позволяющий анонимно общаться с помощью видео и текстового чата. Посетитель сайта попадет на случайно выбранного Незнакомца (Stranger) и начинает с ним онлайн-чат. В любой момент общения пользователь может оставить текущий чат и поискать другого случайного собеседника.

## История
Сервис был запущен в ноябре 2009 года московским школьником Андреем Терновским и приобрел популярность в феврале 2010 года после того, как о нём было рассказано в Good Morning America, The New York Times и New York Magazine.
Весной 2010 года посещаемость сайта достигала 1,5 млн человек в день.
Для удобства поиска собеседника на сайте был запущен в тестовом виде канальный чат.
Продолжает расти количество появившихся сайтов-клонов с функциональностью, имитирующей Chatroulette, хотя никто до сих пор не может достичь подобной популярности и известности.

## Влияние на культуру
- В эпизоде «Южного парка» «У вас 0 друзей» сервис высмеивался за скандальность: значительное количество пользователей, обнажающих гениталии перед камерой, а также занимающихся мастурбацией[4].
- 27 февраля 2010 года на фестивале Soundwave в Мельбурне, Австралия, группа Faith No More использовала Chatroulette для трансляции своего концерта[5].